# Trent and Mersey Canal
Der Trent and Mersey Canal (Kürzel: T&M) ist ein 150 Kilometer langer Schifffahrtskanal in England. Er wurde 1777 eröffnet und verbindet den Fluss Trent, der östlich von Kingston upon Hull mit der Ouse den Humber bildet, mit dem nordwestenglischen Industriegebiet um Liverpool an der Mündung des Mersey in die Irische See. Ob seiner Länge und Bedeutung wird er auch als Great Trunk (Großer Stammkanal) bezeichnet, obwohl er größtenteils nur für schmale Kähne (Narrowboats) ausgelegt ist. Lediglich östlich von Burton-upon-Trent können auch Kähne und Boote mit einer Breite von bis zu 14 Fuß (4,27 Meter) den Kanal befahren.

## Verlauf
Der Kanal führt durch die Regionen East Midlands, West Midlands und North West England. Der Anschluss an den Mersey erfolgt über den bereits 1761 eröffneten Bridgewater-Kanal, auf den er bei Preston Brook in der Grafschaft Cheshire trifft. Der Harecastle-Tunnel unterteilt den Kanal in einen westlichen und einen östlichen Abschnitt.

### Westlicher Abschnitt
Der Trent and Mersey Canal geht bei Preston Brook End-zu-End in den Bridgewater-Kanal über, der parallel zum Mersey in nordöstlicher Richtung nach Manchester führt. Unmittelbar südlich des Übergangs führt er durch den Tunnel von Preston Brook. Es folgen zwei weitere, kürzere Tunnel bei Saltersford und Barnton. Bei Anderton in der Nähe von Northwich folgt das bemerkenswerteste Bauwerk des Kanals, das Schiffshebewerk Anderton (englisch Anderton Boat Lift), das den Kanal mit dem Fluß Weaver verbindet, der die Schiffsverbindung zum Ästuar des Mersey herstellt, an dem Liverpool liegt.
Nächste wichtige Zwischenstation nach Anderton ist Middlewich, wo der nur 47 Meter lange Wardle Canal die Verbindung zum Shropshire-Union-Kanal herstellt.
Südlich von Middlewich erhebt sich der Kanal über zahlreiche Schleusen aus der Ebene von Cheshire und erreicht bei Red Bull die Scheitelhaltung. Hier zweigt ein Verbindungskanal namens Hall Green Branch zum Macclesfield-Kanal ab. Anschließend folgt der Tunnel von Harecastle.

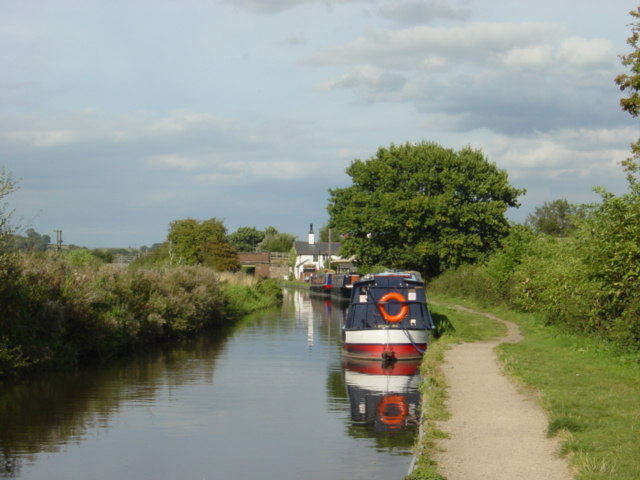
Trent-Mersey-Kanal am Branston Water Park

### Östlicher Abschnitt
Das andere Ende des Tunnels von Harecastle liegt bereits in den Außenbezirken von Stoke-on-Trent. Der Kanal durchquert nun die Stadt. Im Stadtviertel Etruria zweigt wiederum ein Verbindungskanal ab, dieser führt zum Caldon-Kanal.
Nach Etruria endet die Scheitelhaltung bei der Schleuse Nr. 40 Stoke Top Lock. Der Kanal verläuft nun wieder durch ländliche Gegenden und erreicht bald das Tal des Flusses Trent.
Bei Haywood Junction, oft auch Great Haywood Junction genannt, trifft der ebenfalls von James Brindley im Rahmen des Grand-Cross-Plans erbaute Staffordshire-Worcestershire-Kanal auf den Trent and Mersey Canal. Dieser stellt die Verbindung zum Severn her, dem dritten der vier großen Flüsse.
An der Fradley Junction zweigt der Coventry-Kanal ab, der die Verbindung zur gleichnamigen Stadt und über einige weitere Verzweigungen zum größten Teil des südenglischen Kanalnetzes herstellt.
Ab Burton-upon-Trent verläuft der Kanal parallel zum Trent. In Swarkestone war von 1796 bis 1817 der Derby Canal angeschlossen. In Derwent Mouth endet der Kanal und der Schifffahrtsweg führt auf dem Trent weiter.

## Geschichte

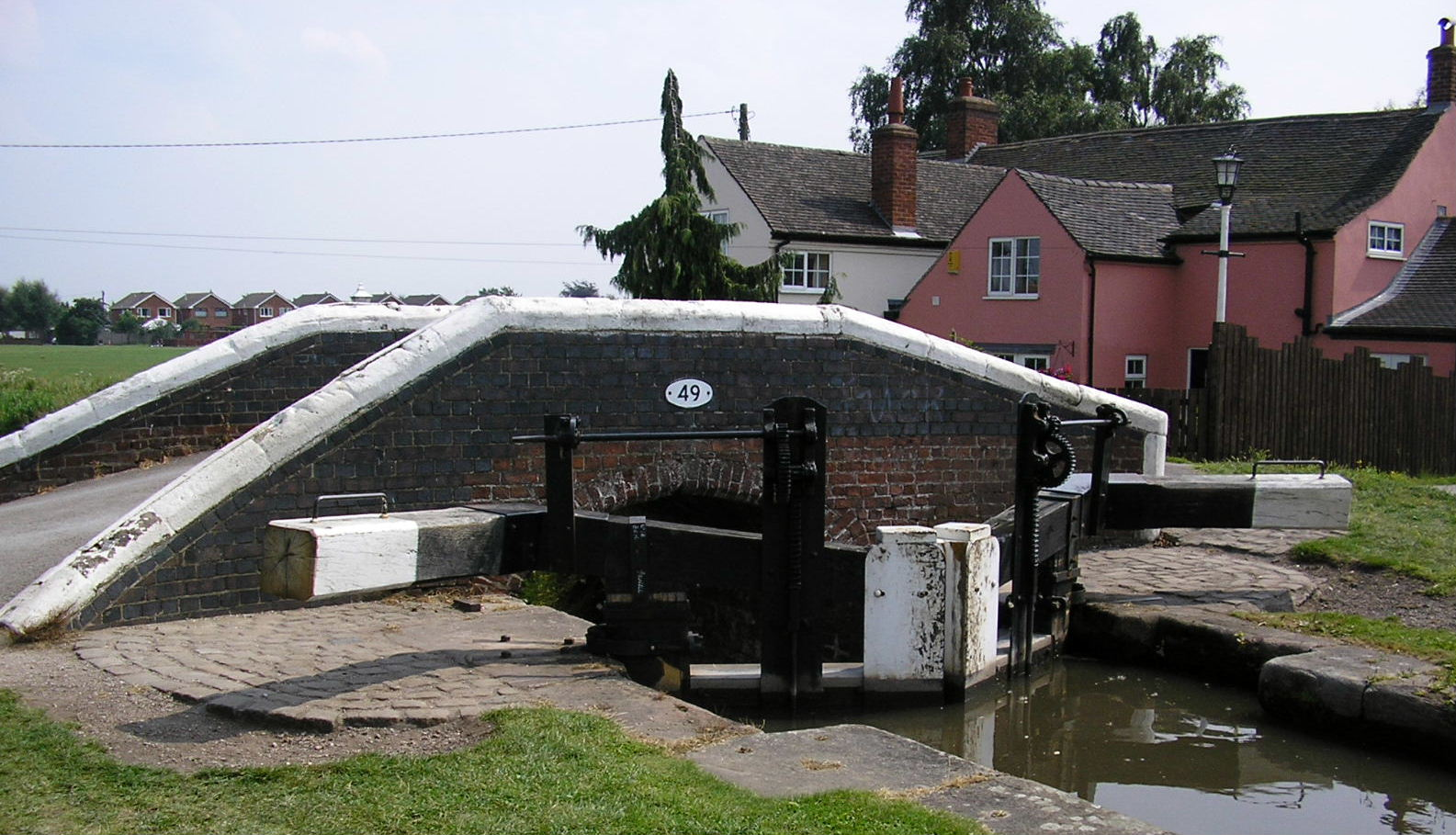
Bagnall Lock, Schleuse Nr. 13 bei Alrewas

Die Erlaubnis zum Bau des Kanals wurde 1766 vom britischen Parlament erteilt. Nach annähernd zehnjähriger Bauzeit wurde er 1777 eröffnet.
Die Idee für den Trent and Mersey Canal kam vom Kanalbauingenieur James Brindley, dem Erbauer des Bridgewater-Kanals. Er plante, die vier großen Flüsse Englands, Mersey, Trent, Severn und Themse, durch schiffbare Kanäle zu verbinden (Grand Cross), wobei der Trent and Mersey Canal das Rückgrat (The Grand Trunk) dieses Kanalnetzes werden sollte. Nachdem das Parlament die Genehmigung erteilt hatte, erfolgte im Juli 1766 der erste Spatenstich bei Middleport. Diesen ersten Spatenstich führte einer der wichtigsten Förderer des Projekts aus, der Industrielle Josiah Wedgwood, der sich vom Kanal eine erhebliche Verbesserung der Absatz- und Belieferungsmöglichkeiten der von ihm 1759 in Stoke-on-Trent gegründeten Porzellanmanufaktur Wedgwood erhoffte. Nicht ganz elf Jahre später war der Bau des Kanals mit insgesamt 76 Schleusen und fünf Kanaltunneln vollendet.
Das Konkurrenzgebaren der englischen Kanalgesellschaften beeinträchtigte die optimale Nutzung des Gesamtnetzes. Den Bau des Derbykanals hatte die Trent-and-Mersey-Canal-Gesellschaft zu verhindern versucht. Nachdem er 1796 angeschlossen worden war, erhob sie für den Übergang so hohe Mautgebühren, dass er kaum genutzt und damit für die Derby-Kanal-Gesellschaft unwirtschaftlich wurde, weswegen die Verbindung zwischen beiden Kanälen schon 1817 gekappt wurde.
Der von Brindley selbst geplante Harecastle-Tunnel stellte sich immer mehr als Engpass heraus. Deshalb wurde ab 1824 unter der Leitung von Thomas Telford ein zweiter Tunnel parallel angelegt.
Am 15. Januar 1847 übernahm die erst kurz vorher gegründete Eisenbahngesellschaft North Staffordshire Railway Company den Kanal.
Im Gegensatz zu vielen anderen Kanälen im Vereinigten Königreich wurde der Trent and Mersey Canal niemals stillgelegt. Er wird allerdings heutzutage nahezu ausschließlich für Freizeitzwecke genutzt, Frachtverkehr findet nicht mehr statt. Eine direkte Verbindung zum Mersey besteht derzeit jedoch nicht mehr, da die Schleusentreppe, die vom Bridgewater-Kanal zum Fluss führte, in den 1960er Jahren stillgelegt wurde.